# ウスチ＝ネラ
ウスチ＝ネラ (ロシア語: Усть-Нера, ラテン文字転写: Ust-Nera; サハ語: Уус Ньара, ラテン文字転写: Ûs Ņara; エヴェンキ語: Нера Дāптун）は、ロシアのサハ共和国東部にある町。ヤクーツクの北東870 kmに位置する。人口は9,457人（2002年国勢調査）。オイミャコン地区の行政中心地。
ウスチ＝ネラはチェルスキー山脈の山中にあり、ネラ川がインディギルカ川の中流に合流する地点にある（ウスチは「河口」を意味する）。気候は典型的な大陸性気候で、世界でも最も気温が下がる地域に位置する。ウスチ＝ネラの南200 kmにあるインディギルカ川沿いの町オイミャコンは、北半球の最低気温を記録した「寒極」である。
ウスチ＝ネラから南へは、オホーツク海に面したマガダンへ向かう長い舗装道路がある。一方ヤクーツクへの道路は永久凍土帯を通る舗装されていない道路であるため年間を通しては使用できない。そのほか、ヤクーツクへ毎日飛行機が飛ぶ空港がある。
ウスチ＝ネラは、インディギルカ川上流およびコリマ川上流の金をはじめとする鉱山開発で発展した。特に1930年代にはグラグ（強制収容所）が多数インディギルカおよびコリマ流域に設置され、シベリア送りにされた人々が道路建設や鉱山労働に動員されたが、ウスチ＝ネラはその中心の一つである。現在も主たる産業は金鉱であるが、その他チェルスキー山脈へのツアーや冬山ツアーも行われるなど観光地としての発展も模索している。

## 気候
典型的な大陸性気候で、気温の年較差が非常に大きい。北半球の寒極としても知られるオイミャコンと比較すると、冬の気温は2℃ほど高いが、夏の気温は若干低い。降雪量は10月などの初冬に多い。
| ウスチ=ネラの気候                                | ウスチ=ネラの気候 | ウスチ=ネラの気候 | ウスチ=ネラの気候 | ウスチ=ネラの気候 | ウスチ=ネラの気候 | ウスチ=ネラの気候 | ウスチ=ネラの気候 | ウスチ=ネラの気候 | ウスチ=ネラの気候 | ウスチ=ネラの気候 | ウスチ=ネラの気候 | ウスチ=ネラの気候 | ウスチ=ネラの気候 |
| 月                                               | 1月               | 2月               | 3月               | 4月               | 5月               | 6月               | 7月               | 8月               | 9月               | 10月              | 11月              | 12月              | 年                |
| ------------------------------------------------ | ----------------- | ----------------- | ----------------- | ----------------- | ----------------- | ----------------- | ----------------- | ----------------- | ----------------- | ----------------- | ----------------- | ----------------- | ----------------- |
| 平均最高気温 °C （°F）                           | −40.1 (−40.2)     | −35.1 (−31.2)     | −21.4 (−6.5)      | −5.4 (22.3)       | 7.3 (45.1)        | 18.7 (65.7)       | 21.0 (69.8)       | 18.0 (64.4)       | 8.8 (47.8)        | −9.2 (15.4)       | −30.2 (−22.4)     | −39.4 (−38.9)     | −8.92 (15.94)     |
| 日平均気温 °C （°F）                             | −44.0 (−47.2)     | −40.7 (−41.3)     | −30.4 (−22.7)     | −14.9 (5.2)       | 0.7 (33.3)        | 11.1 (52)         | 13.3 (55.9)       | 10.2 (50.4)       | 2.5 (36.5)        | −14.7 (5.5)       | −34.5 (−30.1)     | −43.0 (−45.4)     | −15.37 (4.34)     |
| 平均最低気温 °C （°F）                           | −47.9 (−54.2)     | −46.2 (−51.2)     | −39.3 (−38.7)     | −24.3 (−11.7)     | −5.8 (21.6)       | 3.5 (38.3)        | 5.7 (42.3)        | 2.4 (36.3)        | −3.7 (25.3)       | −20.1 (−4.2)      | −38.8 (−37.8)     | −46.5 (−51.7)     | −21.75 (−7.14)    |
| 降水量 mm （inch）                               | 8 (0.31)          | 7 (0.28)          | 4 (0.16)          | 7 (0.28)          | 17 (0.67)         | 37 (1.46)         | 55 (2.17)         | 45 (1.77)         | 24 (0.94)         | 14 (0.55)         | 11 (0.43)         | 8 (0.31)          | 237 (9.33)        |
| 出典：http://en.climate-data.org/location/28842/ |                   |                   |                   |                   |                   |                   |                   |                   |                   |                   |                   |                   |                   |